# Quốc tộ
Quốc tộ (chữ Hán: 國祚) là một trong những bài thơ sớm nhất có tên tác giả của văn học viết Việt Nam. Đây là bài thơ nổi tiếng trong lịch sử Việt Nam, nếu như Nam quốc sơn hà được coi là bản tuyên ngôn độc lập đầu tiên của Việt Nam thì Quốc tộ được coi là bản tuyên ngôn hòa bình đầu tiên của Việt Nam. Bài thơ là câu trả lời của thiền sư Đỗ Pháp Thuận đối với Hoàng đế Lê Đại Hành khi được hỏi "Vận nước ngắn dài thế nào?".

## Văn bản
| Nguyên bản Hán Văn: 國祚 國祚如藤絡， 南天裏太平。 無為居殿閣， 處處息刀兵。 | Bản phiên âm Hán-Việt: Quốc tộ Quốc tộ như đằng lạc, Nam thiên lý thái bình. Vô vi cư điện các, Xứ xứ tức đao binh.. | Bản dịch thơ: Vận nước Vận nước như dây mây leo quấn quýt, Ở cõi trời Nam [mở ra] cảnh thái bình. Vô vi ở nơi cung điện, [Thì] khắp mọi nơi đều tắt hết đao binh. |

## Ý nghĩa
Khi Lê Đại Hành hỏi về vận nước, làm thế nào để cho vận mệnh quốc gia được dài lâu? Thiền sư trả lời: Vận nước như mây quấn. Ta phải giữ gìn đất nước nầy như thế quấn của dây mây, một sợi mây tuy có dẻo dai nhưng vẫn dễ đứt, dễ gãy nếu ta biết cách bẻ, còn nhiều dây mây quấn lại thành bó khó có sức mạnh nào bẻ gãy. Trăm họ hướng về Vua với một lòng tôn kính, vua lấy ý nguyện của dân làm ý nguyện của mình, nỗi khổ của dân cũng là nỗi khổ của mình. Tìm cách hoá giải những xung đột nội bộ của một quốc gia. Liên kết nhân tâm lại với nhau như những dây mây riêng lẻ thành một bó mây. Thiền sư khẳng định: Muốn cho đất nước được yên bình, Vua phải biết cách áp dụng phương pháp, hay là nguyên lý tu dưỡng vô vi nơi triều đình của mình. Vua là thiên tử - con trời - theo quan niệm phong kiến. Vua tượng trưng cho quyền lực, sức mạnh của một thể chế, đế chế. Vua là tối tôn đứng trên thầy và cả người cha sinh ra mình Quân-Sư-Phụ, vậy mà kinh Phật nhắc nhở cẩn thận không kiêu ngạo.
Bài thơ Vận Nước của Thiền sư Pháp Thuận nếu kết hợp với bài thơ Thần Nước Nam Sông Núi, có một vị thế hết sức quan trọng không chỉ trong lịch sử văn học mà cả trong lịch sử tư tưởng chính trị và Phật giáo Việt Nam. Nó đã thành công khi đề xuất được hệ thống tư tưởng chính trị hoàn chỉnh để định hướng cho sự phát triển của một hệ thống chính quyền làm chủ đất nước vừa thỏa mãn yêu cầu bảo vệ chủ quyền quốc gia vừa đáp ứng nguyện vọng của người dân. Kho tàng văn học Việt Nam vẫn còn lưu giữ được những bài thơ chứa đựng được tư tưởng chính trị của Phật giáo Việt Nam như bài Quốc tộ.